# سوق لغوية
في اللسانيات الاجتماعية، يشير مصطلح السوق اللغوية إلى نظرية أن اختيار المتحدث للغة يعتمد على دوره في المجتمع. وقد كتب عالم اللسانيات الاجتماعية جيه كيه تشامبرز أن المستمعين يضعون المزيد من القيمة على لغة "محترفي اللغة"، مثل المعلمين والكتاب والمحامين، أكثر من القيمة التي يضعونها على الكيميائيين والمهندسين. كما أنهم يضعون قدرًا كبيرًا من القيمة وبشكل مشابه على "فنيي اللغة"، مثل الممثلين والأمناء، لأن هذه الوظائف تتطلب المزيد من التفاعل مع الآخرين وزيادة مستوى الكفاءة فيما يتعلق بالكلمات.
وتؤثر الحاجة إلى العثور على الوظائف بشكل قوي على اللغة المنطوقة، كما كتب تشامبرز، حيث تدفع المتحدث في الغالب تجاه التعرف على اللغة القياسية أو اللغة الأفضل مكانة المستخدمة في المنطقة. عندما يتم وضع قيمة أقل على لغة ما في المهن التي تتطلب القليل من الحاجة إلى الحديث مع الآخرين، فإن هذه الدفعة تجاه التوحيد لا تحدث.
كما تلعب السوق اللغوية كذلك دورًا هامًا في الطرق التي يختلف بها حديث الرجل عن المرآة، بالإضافة إلى اختلاف طرق حديث المستويات العمرية المختلفة والمتنوعة.